# شاهزاده یاغی ایران
شاهزاده یاغی ایران یک بازی ویدئویی روگ‌لایک در سبک پلتفرمر است که توسط استودیوی فرانسوی Evil Empire توسعه یافته و توسط شرکت یوبی‌سافت منتشر می‌شود. این بازی بخشی از مجموعه شاهزاده ایران است و در مه ۲۰۲۴ به‌صورت دسترسی زودهنگام برای ویندوز منتشر شد. انتشار نهایی آن برای اوت ۲۰۲۵ برنامه‌ریزی شده‌است.